# Máté Vida
Pour les articles homonymes, voir Vida.
Máté Vida, né le 8 mars 1996 à Budapest, est un footballeur international hongrois. Il évolue au poste de milieu défensif.

## Carrière

### En équipe nationale
Máté Vida joue en équipe de Hongrie des moins de 19 ans, puis avec les moins de 20 ans, avant d'évoluer avec les espoirs.
Il participe à la Coupe du monde des moins de 20 ans 2015 organisée en Nouvelle-Zélande. Lors du mondial junior, il joue trois matchs : contre la Corée du Nord, le Brésil, et la Serbie. La Hongrie atteint le stade des huitièmes de finale de la compétition.
Máté Vida honore sa première sélection en équipe de Hongrie le 20 mai 2016, lors d'un match amical contre la Côte d'Ivoire. La Hongrie réalise un match nul et vierge à Budapest.
Il dispute ensuite un match contre la Lettonie rentrant dans le cadre des éliminatoires du mondial 2018 (victoire 0-2 à Riga).

## Statistiques
| Saison                | Club                  | Championnat           | Championnat | Championnat | Coupe nationale | Coupe nationale | Coupe de la Ligue | Coupe de la Ligue | Hongrie | Hongrie | Total | Total |
| Saison                | Club                  | Division              | M.          | B.          | M.              | B.              | M.                | B.                | M.      | B.      | M.    | B.    |
| 2013-2014             | Vasas SC              | NB II                 | 15          | 0           | 0               | 0               | 3                 | 0                 | -       | -       | 18    | 0     |
| 2014-2015             | Vasas SC              | NB II                 | 22          | 1           | 1               | 0               | 4                 | 1                 | -       | -       | 27    | 2     |
| 2015-2016             | Vasas SC              | NB I                  | 31          | 1           | 1               | 0               | 0                 | 0                 | 1       | 0       | 33    | 1     |
| 2016-2017             | Vasas SC              | NB I                  | 12          | 1           | -               | -               | -                 | -                 | 1       | 0       | 13    | 1     |
| Total sur la carrière | Total sur la carrière | Total sur la carrière | 80          | 3           | 2               | 0               | 7                 | 1                 | 2       | 0       | 91    | 4     |